# JOWST
JOWST(본명: 요아킴 비트 스텐(노르웨이어: Joakim With Steen), 1989년 6월 26일 ~ )는 노르웨이의 가수이다. 유로비전 송 콘테스트 2017에서 알렉산데르 발만과 함께 노르웨이 대표로 참가했다.